# Antheluridae
Antheluridae — родина морських рівноногих раків підряду Cymothoida.

## Класифікація
Родина містить 18 видів у 3 родах:
- Ananthura
- Anthelura
- Anthomuda